# Nørre Vium Gymnastikforening
Nørre Vium Gymnastikforening (forkortet Nr. Vium GF) er en dansk fodboldklub hjemmehørende i Videbæk. Klubben er medlem af Jydsk Boldspil-Union (JBU) under Dansk Boldspil-Union (DBU). Klubbens seniorhold afvikler deres hjemmebanekampe på Nr. Vium Stadion. Gymnastikforeningen har endvidere gymnastik, badminton og svømning på programmet.
Nr. Vium GF's førstehold spillede i Serie 5 i 2007-sæsonen. Klubbens serie 6-hold består hovedsageligt af spillere i alderen 18-25 år.
Klubben deltager i FS MidtVest samarbejdet med FC Midtjylland (pr. 1. september 2007). I 2004 startede man endvidere et samarbejde med Troldhede GIF.
| Fodbold | Spire Denne artikel om en dansk fodboldklub er en spire som bør udbygges. Du er velkommen til at hjælpe Wikipedia ved at udvide den. |